# Twierdza brzeska (film)
Twierdza brzeska – białorusko-rosyjski dramat wojenny z 2010 roku w reżyserii Aleksandra Kotta.

## Opis fabuły
Film to opowieść Saszy Akimowa (narratora filmu), który po latach wspomina obronę twierdzy Brześć przez oddziały radzieckie w lecie 1941 roku. Akimow jako kilkunastoletni uczeń szkoły muzycznej przy pułku piechoty stacjonującym w twierdzy, był świadkiem i uczestnikiem heroicznych walk jakie miały w niej miejsce w czerwcu 1941 roku. W główną, historyczną fabułę filmu wplecione zostały wątki osobistych przeżyć obrońców twierdzy.

## Główne role
- Aleksiej Kopaszow – Sasza Akimow
- Andriej Mierzlikin – p.por. Kiżewatow
- Paweł Dieriewianko – komisarz Fomin
- Aleksandr Korszunow – mjr Gawriłow
- Jewgienij Cyganow – politruk Poczernikow
- Jurij Anpiłogow – Koftun
- Kiriłł Bołtajew – por. Winogradow
- Anatolij Kot – dowódca niemieckich dywersantów
- Jana Jesipowicz – żona Kiżewatowa
- Michaił Pawlik – por. NKWD
- Weronika Nikonowa – Ania

## O filmie
Film powstał na zamówienie radiokomitetu Państwa Związkowego Rosji i Białorusi dla upamiętnienia 65. rocznicy zwycięstwa nad faszyzmem. W wyniku konkursu ogłoszonego radę ministrów Związku, w styczniu 2008 roku, do realizacji filmu wyłoniono rosyjską wytwórnię filmową „Cientral Partnierszyp” (CPS). Przygotowania do realizacji filmu trwały blisko 2 lata a jego koszt pochłonął ponad 250 mln rubli. Film kręcono w autentycznych plenerach twierdzy brzeskiej, wzbogaconych dzięki nowoczesnej, komputerowej technice filmowej.
Na uwagę zasługują dość udane efekty specjalne przy tworzeniu których pracowały cztery specjalistyczne firmy, całość prac koordynowana była przez moskiewskie studio „Cinemateka”. Film zawiera ponad 500 scen z wykorzystaniem grafiki komputerowej, którą stworzono przy pomocy programu „Cerbero”.

## Krytyka
Film został pokazany po raz pierwszy publicznie na zamkniętych pokazach w Brześciu i Moskwie 22 czerwca 2010 roku (w rocznicę napaści Niemiec hitlerowskich na ZSRR). W październiku 2010 r. zaczął być oficjalnie rozpowszechniany w kinach Białorusi, a w listopadzie w Rosji. Spotkał się z ogólnie dobrym przyjęciem krytyków, chociaż specjaliści (Alieksjej Isaiew, Mark Sołonin) podkreślali jego niektóre nieścisłości historyczne. Jak donosiła prasa, film spodobał się premierowi Władimirowi Putinowi i prezydentowi Dmitrijowi Miedwidiewowi.